# Federico Edwards
Federico Edwards (25 de gener de 1931 - 13 de novembre de 2016) fou un futbolista argentí.

## Selecció de l'Argentina
Va formar part de l'equip argentí a la Copa del Món de 1958.